# کورکور سیاه

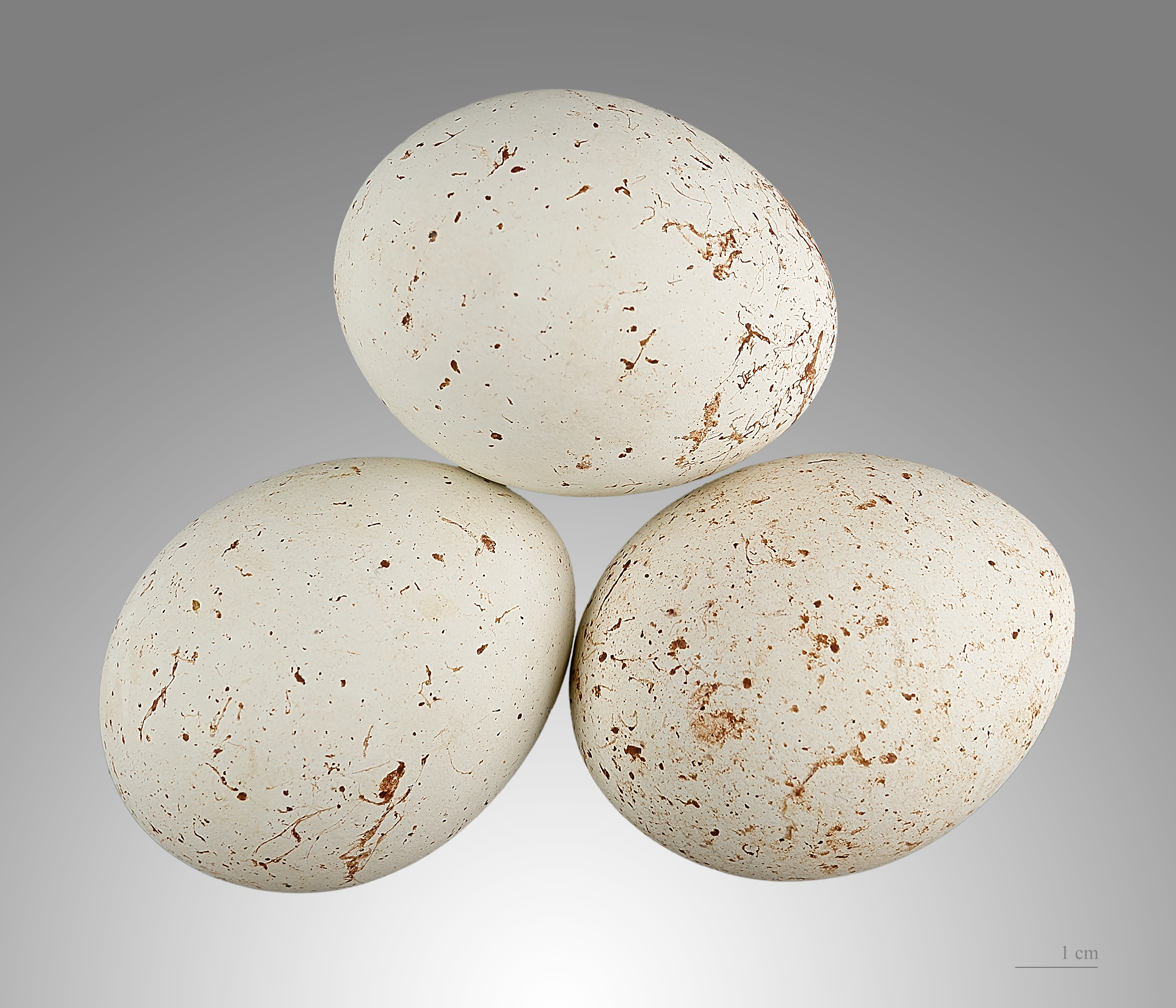
Milvus migrans

کورکور سیاه یا زغن (نام علمی: Milvus migrans) پرنده‌ای از گروه کورکورها است. این پرنده مانند دیگر انواع کورکورها با بال‌های دراز و زاویه‌دار و دم دوشاخه خود شناخته می‌شوند و نر و ماده آن‌ها مانند هم هستند و روی درختان لانه می‌سازند و بیشتر از لاشه جانوران تغذیه می‌کنند. کورکور سیاه جثه‌ای متوسط دارد و طول بدن آن حدود ۵۶ سانتی‌متر است. پر و بال این پرنده قهوه‌ای چرکی و رنگ پرهای شکم آن خرمایی است.

## تغذیه
کورکور سیاه از لاشه‌ها و غذای پرندگان دیگر مانند حواصیل‌ها و باکلان‌ها و نیز شکار حشرات، خزندگان، پرندگان و پستانداران کوچک تغذیه می‌کند و علاوه بر پاکسازی طبیعت در کنترل جمعیت این جانوران نیز نقش دارد و حضورش در طبیعت بسیار مفید است.

## زیستگاه
این پرنده در نزدیکی مناطق آبی، دریاچه‌ها، سواحل دریاها یا مناطق پردرخت به‌سر می‌برد و اغلب به‌صورت گروهی روی درختان و آشیانه متروک کلاغ‌ها لانه می‌سازد و در ایران نیمه‌مهاجر و فراوان است.

## در فرهنگ عامه
در گذشته گاهی این پرنده را زغن و گاهی غلیواج (غلیواژ) می‌نامیدند. در متون کهن بسیار به آنها اشاره شده است و معمولاً مهارت پایین او در شکار، صدای ناخوش و پرهای نازیبای او به صورت تحقیرآمیزی وصف می‌شد:
| همای گو مفکن سایهٔ‌ی شرف هرگز |  | در آن دیار که طوطی کم از زغن باشد (حافظ) |

| غلیواژ را با کبوتر چه کار |  | به باز ملک درخور است این شکار (نظامی) |

معمولا نیز نام او در کنار زاغ آورده می‌شد. دو پرنده‌ای که زندگی گروهی در کنار سکونتگاه‌های انسانی و شیوه تغذیه‌ای مشابه (عمدتا مردارخواری و گاهی شکار طعمه‌های کوچک) داشتند:
| مرغکان نوحه برآرید چمن در خطر است    |  | چمن از غلغلهٔ زاغ و زغن در خطر است            |
| سنبل و سوسن و ریحان و سمن در خطر است |  | بلبل شیفتهٔ خوب سخن در خطر است (محمدتقی بهار) |

منوچهری به صدای منحصربفرد این پرنده که به شیهه اسب شباهت دارد اشاره کرده‌است: «از زغن هرگز نیاید فر اسب راهوار / گرچه باشد چون صهیل اسب آواز زغن»
زکریای طوسی در عجایب المخلوقات و غرائب الموجودات نوشته: «زغن را حداة گویند، مردارخوار است. کلاغ با زغن دشمنی دارد و تخمش را به جای بیضه او نهد. تخم زغن را اگر عوض کنند، موقعی که بچه بیرون بیاید و ببیند که بچهٔ خودش نیست، غریو کند و دیگر زغن‌ها را جمع کند و ماده وی را بکشند. زغن مرغی است خسیس، تخم وی سپید باشد و برخلاف تخم کلاغ که پیسه بود».
باور عجیبی نیز در مورد این پرنده مطرح بود که زغن یک سال نر و یک سال ماده یا بخشی از سال نر و بخشی از سال ماده است.
| روزگارا چون ز عنقا می‌نیاموزی ثبات |  | چون زغن تا چند، سالی مادگی سالی نری (انوری) |

| مردانه تو مجنون شو و اندر لگن خون شو |  | گه ماده و گه نر نی کان شیوه زغن دارد (مولوی |